# Stanisław Alexandrowicz (historyk)
Stanisław Jerzy Alexandrowicz (ur. 5 kwietnia 1931 w Wilnie, zm. 9 kwietnia 2015 w Toruniu) – polski historyk, specjalizujący się w historii Europy Wschodniej XIV-XIX w. oraz historii kartografii.

## Życiorys
Jego ojciec Bohdan Alexandrowicz był kierownikiem oddziału polityczno-narodowościowego w Urzędzie Wojewódzkim w Łucku, w urzędzie województwa wołyńskiego; po agresji ZSRR na Polskę został aresztowany przez Sowietów 24 września 1939 r. (wraz z nim wicewojewoda województwa wołyńskiego Ignacy Strzemiński), a następnie skazany na śmierć przez trybunał wojskowy i stracony w Łucku 28 grudnia 1939 r. W 1950 r. Stanisław Alexandrowicz ukończył I Liceum Ogólnokształcące w Toruniu i rozpoczął studia w zakresie historii i archiwistyki na Uniwersytecie Mikołaja Kopernika. Studia I° ukończył w 1953 r. Jego wykładowcami byli wówczas m.in. Bronisław Włodarski i Karol Górski. Studia II° odbył na Uniwersytecie Poznańskim, gdzie wykładali m.in. Gerard Labuda, Henryk Łowmiański i Kazimierz Tymieniecki. Ukończył je w 1955 r. i podjął pracę w Wojskowym Archiwum Państwowym w Poznaniu. W latach 1955–1958 odbywał aspiranturę pod kierunkiem Henryka Łowmiańskiego w Katedrze Historii Narodów ZSRR Uniwersytetu Poznańskiego. W 1958 r. został tam zatrudniony jako starszy asystent. Stopień doktora uzyskał w 1960 r. Tematem jego rozprawy były Funkcje gospodarcze miasteczek Białorusi i Litwy (XVI – I poł. XVII w.). Stopień doktora habilitowanego uzyskał w 1972 r. na podstawie rozprawy Rozwój kartografii Wielkiego Księstwa Litewskiego od XV do połowy XVIII wieku.
W latach 1977–1987 pracował w Filii Uniwersytetu Warszawskiego w Białymstoku, gdzie kierował Zakładem Historii Starożytnej i Średniowiecznej. Dwukrotnie (1978-1981 oraz 1982-1983) pełnił funkcję prodziekana Wydziału Humanistyczego.
W 1987 r. został zatrudniony na Uniwersytecie Mikołaja Kopernika, gdzie do 2001 r. kierował Zakładem Historii Narodów ZSRR (potem przekształconym w Zakład Historii Europy Wschodniej). W 1989 r. otrzymał tytuł profesora nadzwyczajnego, a w 1994 r. profesora zwyczajnego nauk humanistycznych.
W pierwszej połowie lat 90. prowadził wykłady na sesjach plenarnych Polskiego Uniwersytetu Ludowego w Mińsku.
W latach 1995–2001 ponownie współpracował z Uniwersytetem w Białymstoku, a później został wykładowcą w Wyższej Szkole Kultury Społecznej i Medialnej w Toruniu.
Jego zainteresowania zawodowe dotyczyły historii Wielkiego Księstwa Litewskiego i Podlasia, historii gospodarczej (zwłaszcza miast i miasteczek, badanych przez jego uczniów), historii kartografii, zesłańców polskich w Kazachstanie w latach 1940–1946, a także dziejów lotnictwa.
Działał w Aeroklubie Poznańskim, był pilotem szybowcowym I klasy, w 1968 r. uzyskał złotą Odznakę Szybowcową.
Ojciec trójki dzieci: Małgorzaty, Przemysława i Jarosława.
Został pochowany na zabytkowym cmentarzu Jeżyckim w Poznaniu.
W 2009, za wybitne zasługi w propagowaniu wiedzy o wspólnym dziedzictwie historycznym narodów tworzących Rzeczpospolitą Obojga Narodów, został odznaczony Krzyżem Oficerskim Orderu Odrodzenia Polski.